# Radovan Karadžić
Radovan Karadžić (født 19. juni 1945 i Petnjica, Montenegro) er en bosnisk-serbisk politiker, digter og læge (psykiater) som ledede Republika Srpska i 1990'erne under Krigen i Bosnien-Hercegovina efter Jugoslavien blev delt i 1991. 
Ved Det internationale tribunal til pådømmelse af krigsforbrydelser i det tidligere Jugoslavien er han dømt for krigsforbrydelser, herunder folkemord, efter at have givet ordre til etnisk udrensning af kroater og bosniske muslimer.
Karadžić skrev i 1970 en del af sit speciale om børnepsykologi og depression mens han arbejdede som psykiater på Næstved Sygehus i Danmark. Og faktisk taler han den dag i dag et glimrende dansk.
En historiker ved navn Charles Ingrao har oplysninger fra en central kilde i USA's udenrigsministerium der fortæller at USA har givet mundtlig tilsagn om ikke at arrestere Radovan Karadzic .
Karadžić blev anholdt af serbisk politi i en forstad til Beograd 21. juli 2008, da han sad i en bus. Anholdelsen skete ifølge den serbiske avis "Vesti" efter at Carla Del Ponte, FN tidligere leder af krigsforbrydertribunatet i Haag, havde ladet prostitutionsmiljøet infiltrere. "Dr. Dabic", som Karadzic kaldte sig ved anholdelsen, var jævnligt kunde blandt de prostituerede i Beograd. Under navnet Dragan David Dabić arbejdede han på en privat klinik i Beograd, hvor han hjalp mennesker med seksuelle problemer. Han udgav sig for at være en af de ledende eksperter i alternativ medicin, bioenergi og makrobiotisk diæt. Sin metode kaldte han "menneskelig kvantum energi". Denne var beskrevet på hans hjemmeside, hvor han også solgte amuletter. Karadzic holdt også foredrag om alternativ medicin for et stort publikum. Ingen af hans patienter eller folk han ellers kom i kontakt med havde nogen ide om hvem han var. Dette kan i høj grad hænge sammen med, at han havde ladet skægget gro, gik med hestehale og med briller.
Den 30. juli 2008 ankom han til Holland, hvor han blev overdraget til FNs krigsforbryderdomstol i Haag.
Den 31. juli 2008 blev Karadzic fremstillet for domstolen under et indledende retsmøde, og allerede her påberåbte han sig de aftaler han indgik med Richard Holbrooke, den officielle amerikanske chefforhandler der efterfølgende modtog stor anerkendelse for at have forhandlet fredsaftalen for Bosnien på plads (Daytonaftalen, der blev underskrevet i 1995), og Karadzic hævdede at Holbrooke herunder lovede ham amnesti, såfremt han trak sig tilbage fra alle politiske poster. Denne påstand støttes af informationer, der er kommet frem tidligere . 
Den 24. marts 2016 blev Karadzic idømt 40 års fængsel. Samlet set har den internationale krigsforbryderdomstol for Eksjugoslavien i Haag kendt Karadzic skyldig i 10 af 11 anklagepunkter.